# 月球基地阿爾法
《月球基地阿爾法》（英語：Moonbase Alpha；目前無正式的中文譯名）是一款富含教育性質的電腦遊戲，由虛擬英雄公司（Virtual Heroes, Inc.）與美國航太總署教育中心（NASA Learning Technologies）聯合研發。遊戲於2010年7月6日發佈并在Steam網站開放免費下載。

## 遊戲情節
《月球基地阿爾法》將場景設定在西元2032年，把焦點集中在執行月球探險任務的太空人身上。當一顆隕石自外太空擊中月球南極附近的前哨站，此時玩家必須接管前哨站的研究團隊成員，為了保護近12年來在月球上的研究成果，玩家們必須修理前哨站的設備。玩家的任務包括修理“生命支援系統”（life support system）的重要元件，“太陽能陣列供電系統”（solar array）以及“供氧元件”（oxygen units），還可以利用各種不同的工具來完成任務，這些工具包括“機器人”（robotic repair units）和“探月車”（lunar rover）。

## 研發
遊戲的開發是源自於美國航太總署（NASA）的大型多人線上遊戲專案計畫《太空人：月球、火星與更遠的外太空》（Astronaut: Moon, Mars and Beyond）。《月球基地》也是用來鼓勵一些對太空探險有興趣的在校學童。因為這個遊戲的用意就是要團隊合作，所以修理的工作任務可以由六名玩家進行，還可以再加入六名在旁觀察的玩家。遊戲還包括“排行榜”（leaderboard），鼓勵玩家們尽量多地利用團隊合作，加速進行修理工作站的任務，贏得排行榜上的名次。遊戲采用魔域幻境3引擎（Unreal 3 Engine），不僅可以实现單人和多人游戏模式，還可以进行線上的“語音對話”（VOIP chat）和“真人發聲的文字對話(AEIOU)”（alternate voiceable chat）。

## 外部連結
- 官方網站 （页面存档备份，存于）
- Steam 下載頁面 （页面存档备份，存于）